# Церковь Святой Анны (Ереван)
Святой Анны Церковь (арм. Սուրբ Աննա Եկեղեցի) — храм Армянской апостольской церкви построенный в 2015 году. Церковь расположена в районе Кентрон города Ереван, Армения, рядом с церковью Катогике XIII века.

## История

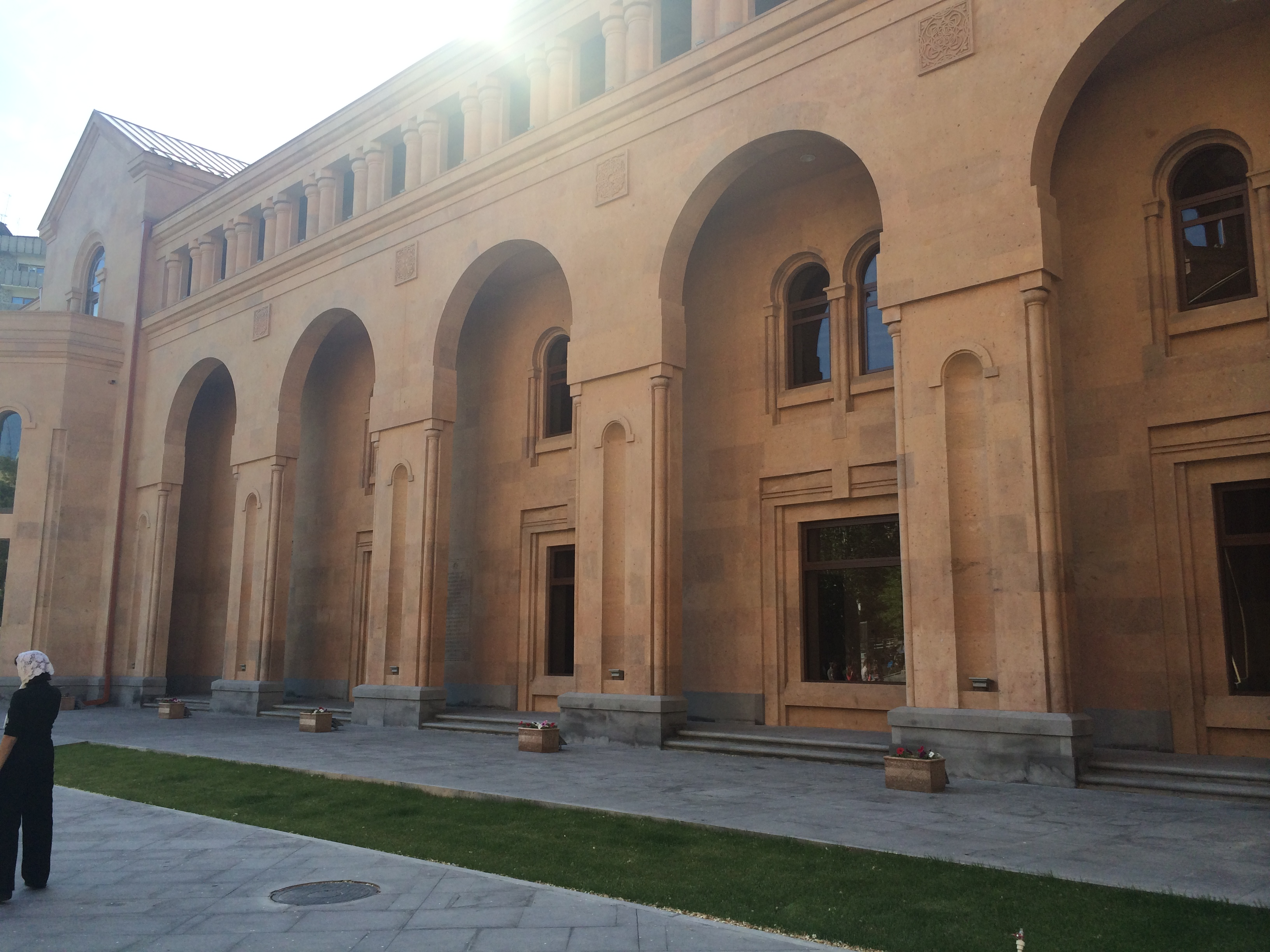
Резиденция армянского Католикоса на территории храма

4 июля 2009 года состоялась церемония освящения стройплощадки будущего храма. Службу провел Католикос Гарегин II, на церемонии присутствовали президент Серж Саргсян, председатель Конституционного Суда Гагик Арутюнян, мэр Еревана Гагик Бегларян, а также меценаты Анна и Грайр Овнаняны, пожертвовавшие средства на строительство.
Строительство началось в 2011 году и было завершено в 2014 году. 30 апреля 2015 года, церковь была освящена Католикосом Гарегином II.
Церковь построена по проекту архитектора Ваагна Мовсисяна. Она представляет собой одноглавый храм, имеющий в плане форму креста, с колокольней у входа. Церковь Святой Анны как будто обнимает старинную церковь Катогике и построена в похожем архитектурном стиле. Резиденция Католикоса расположена к западу от церкви Святой Анны.

## Галерея

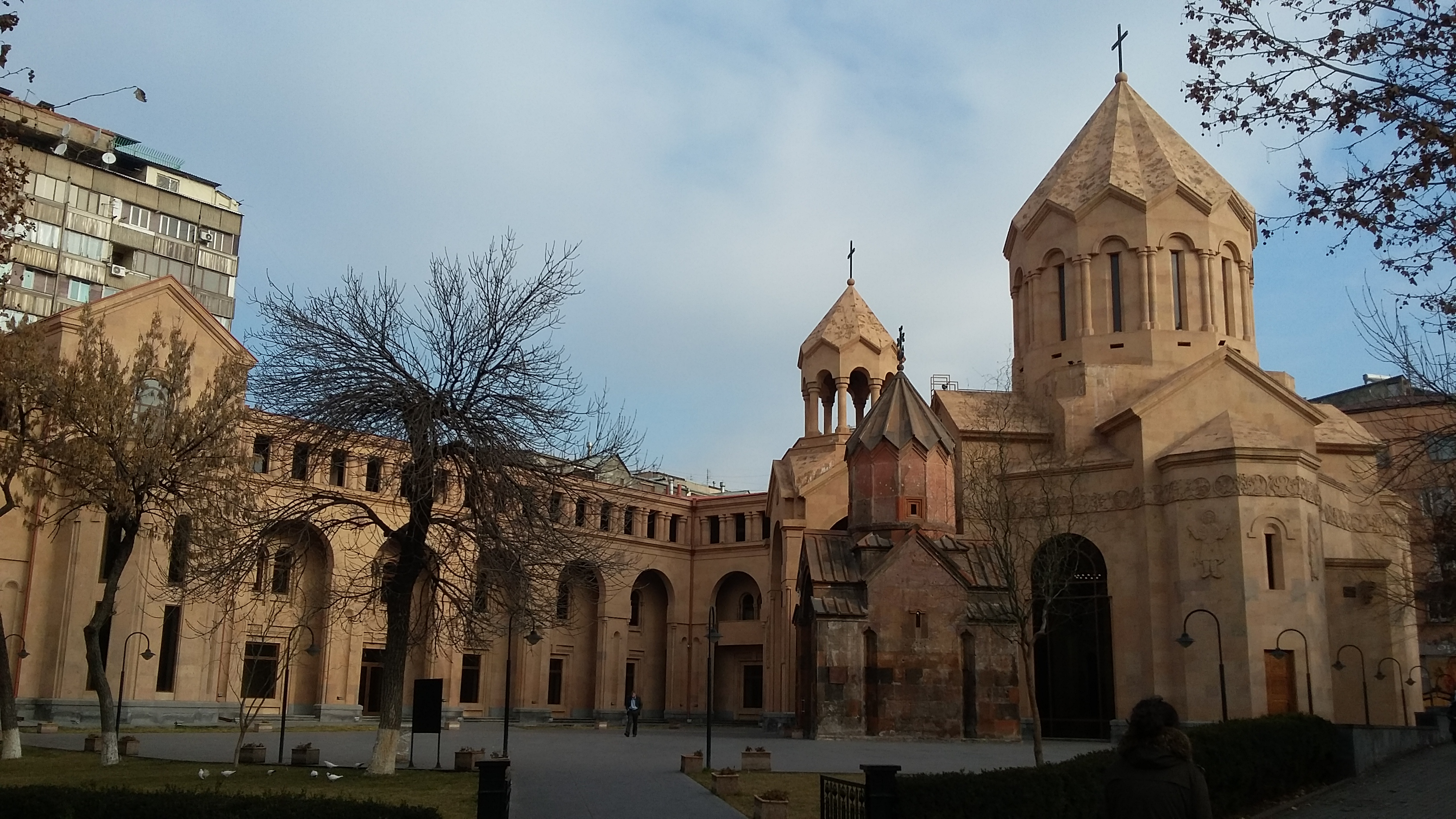
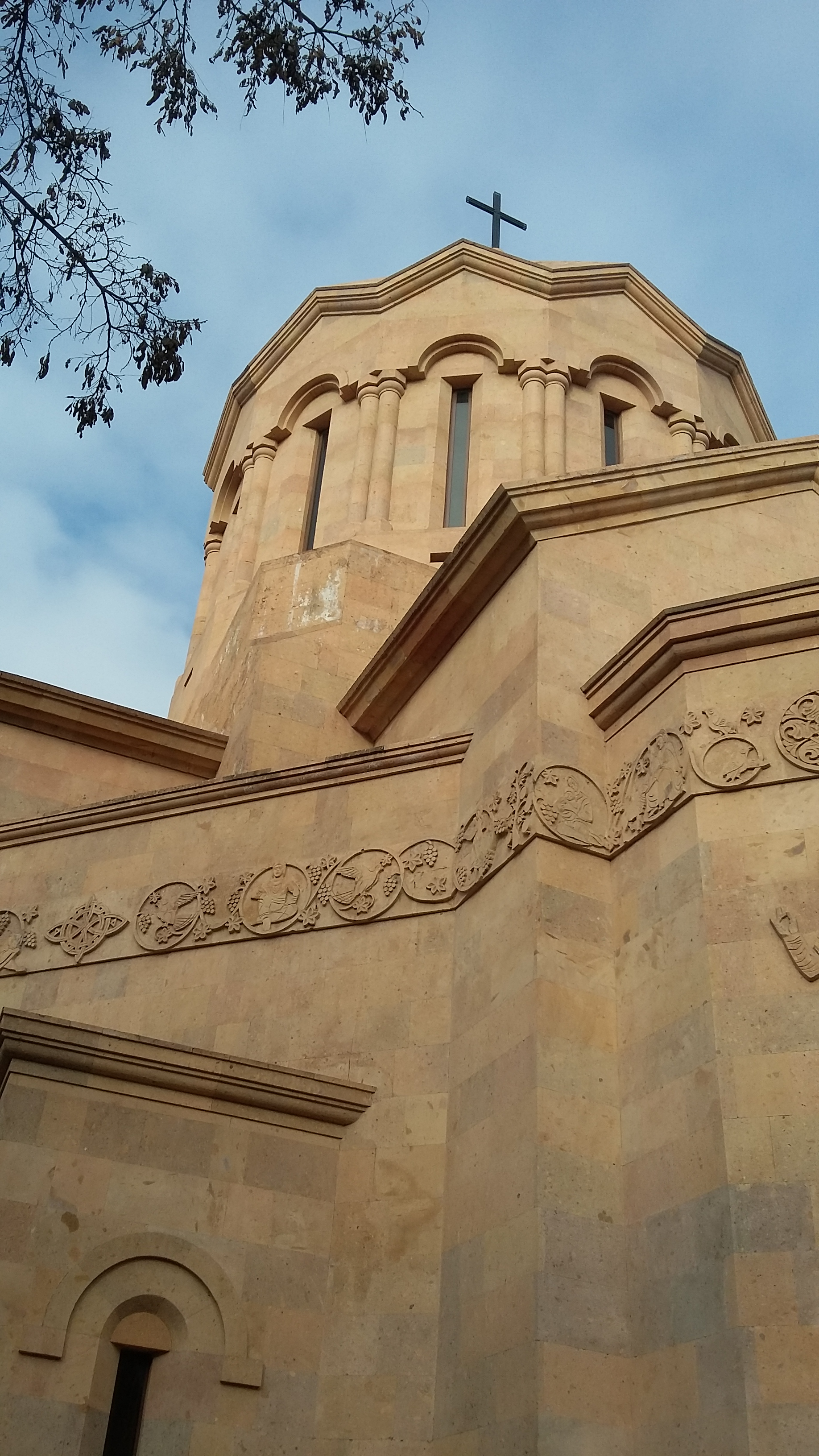
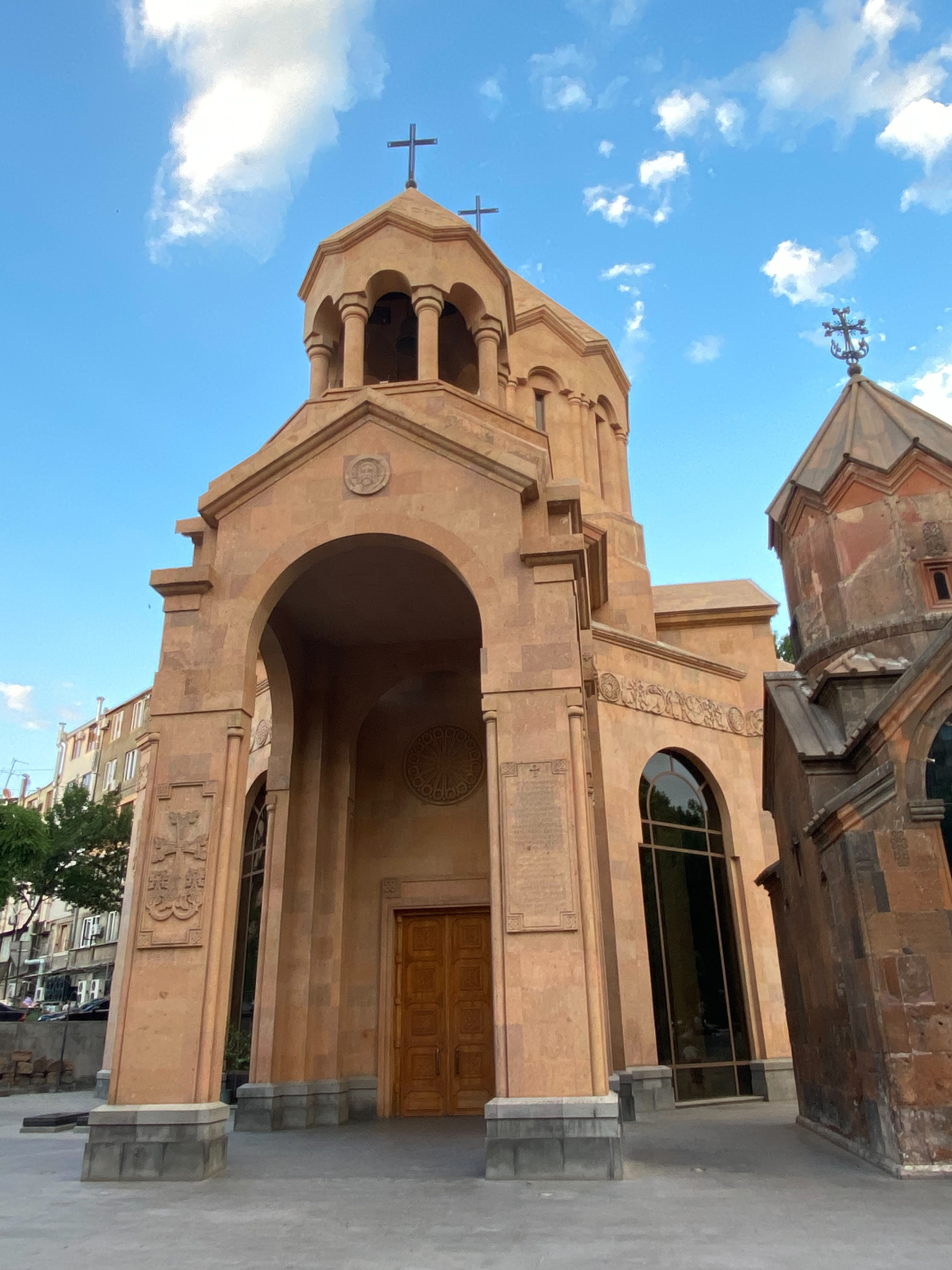
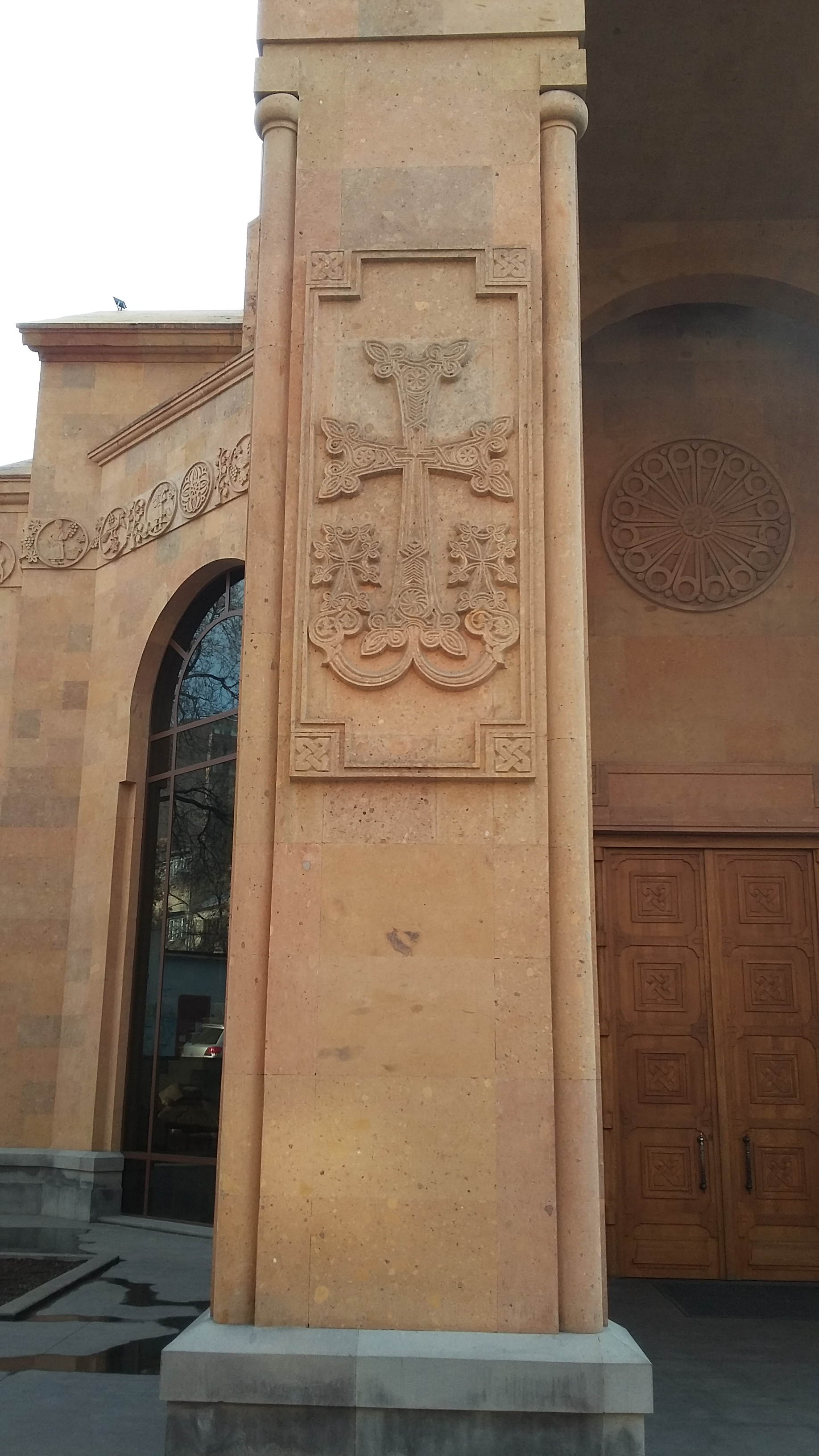
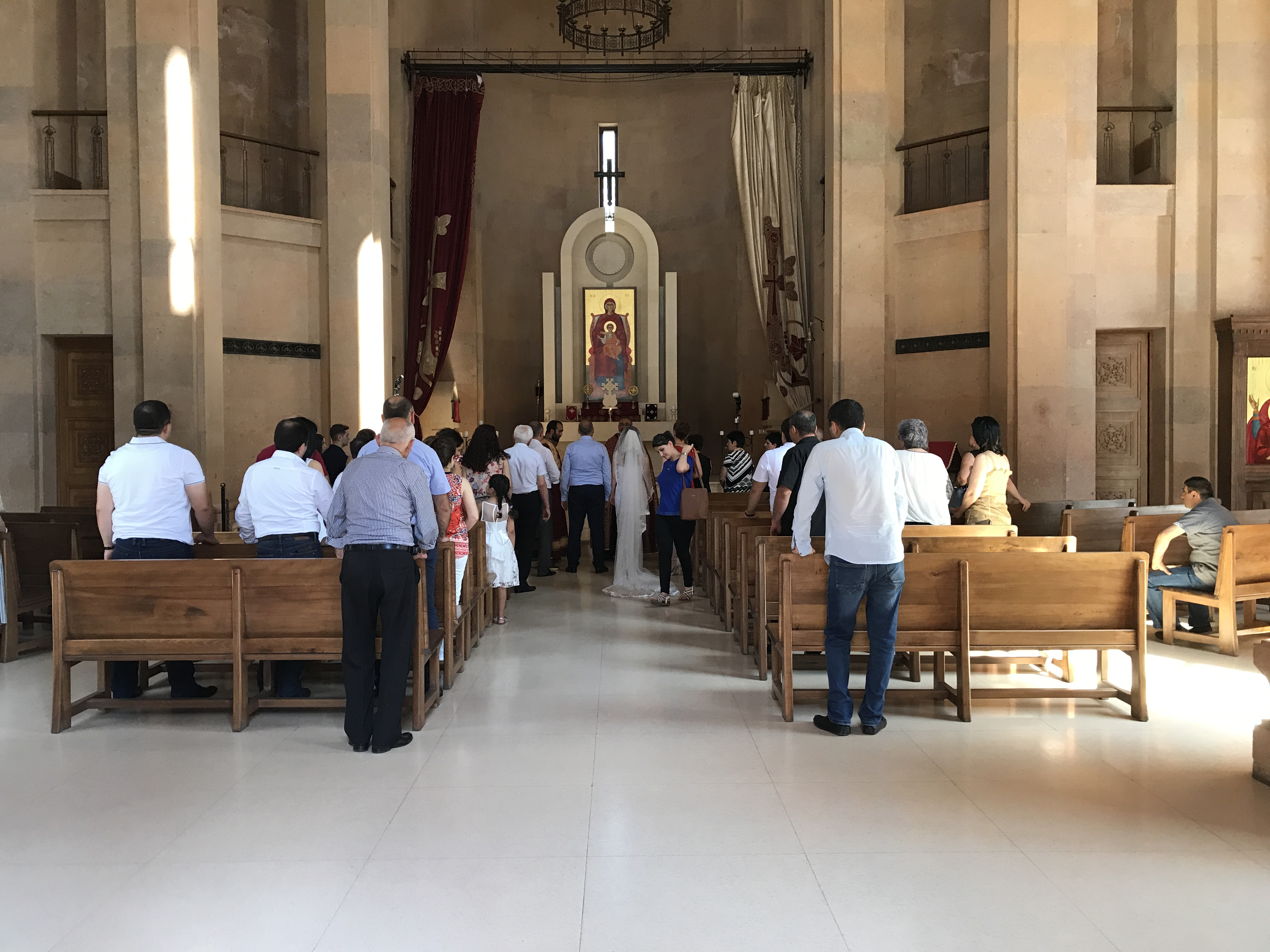
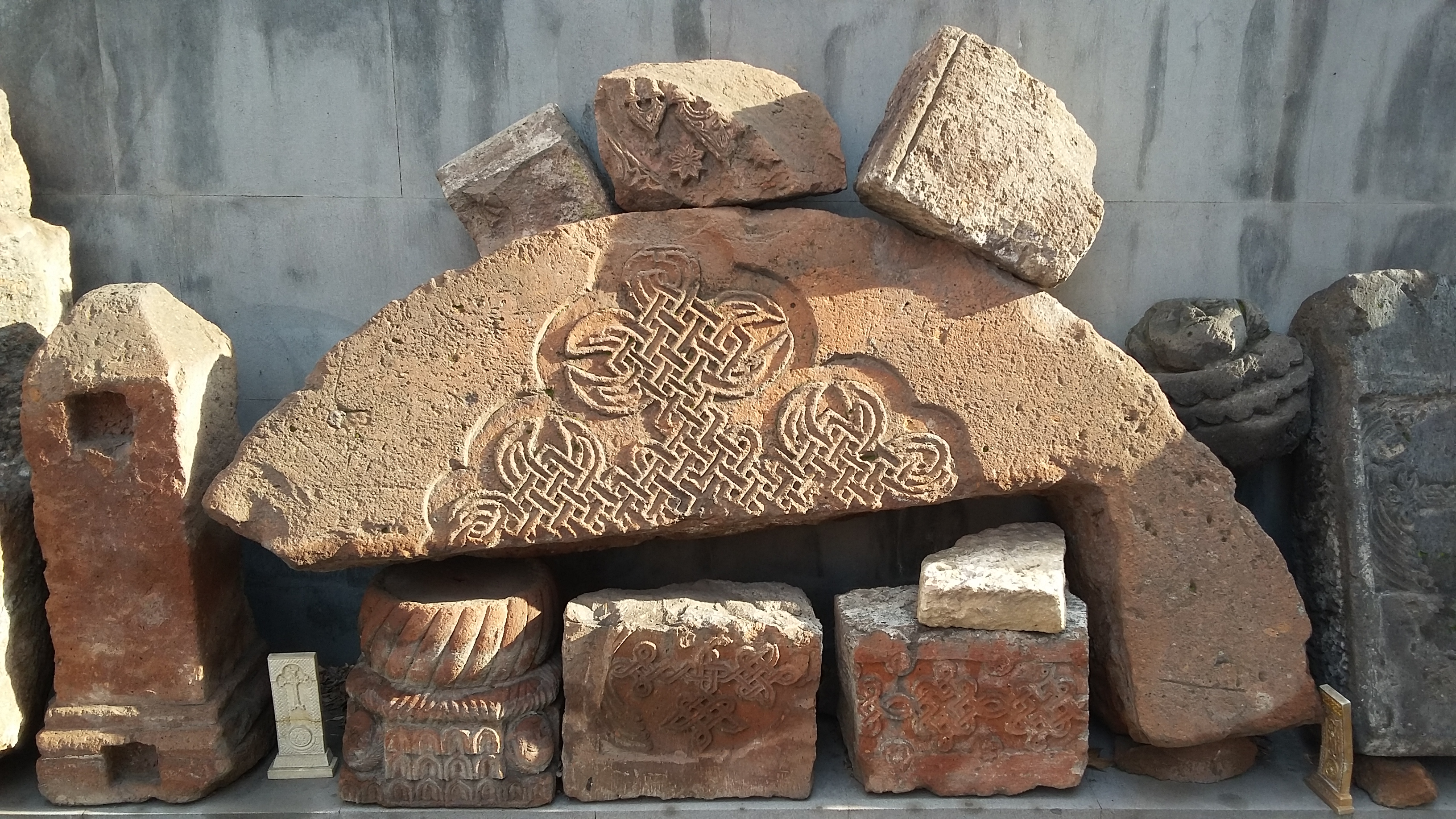
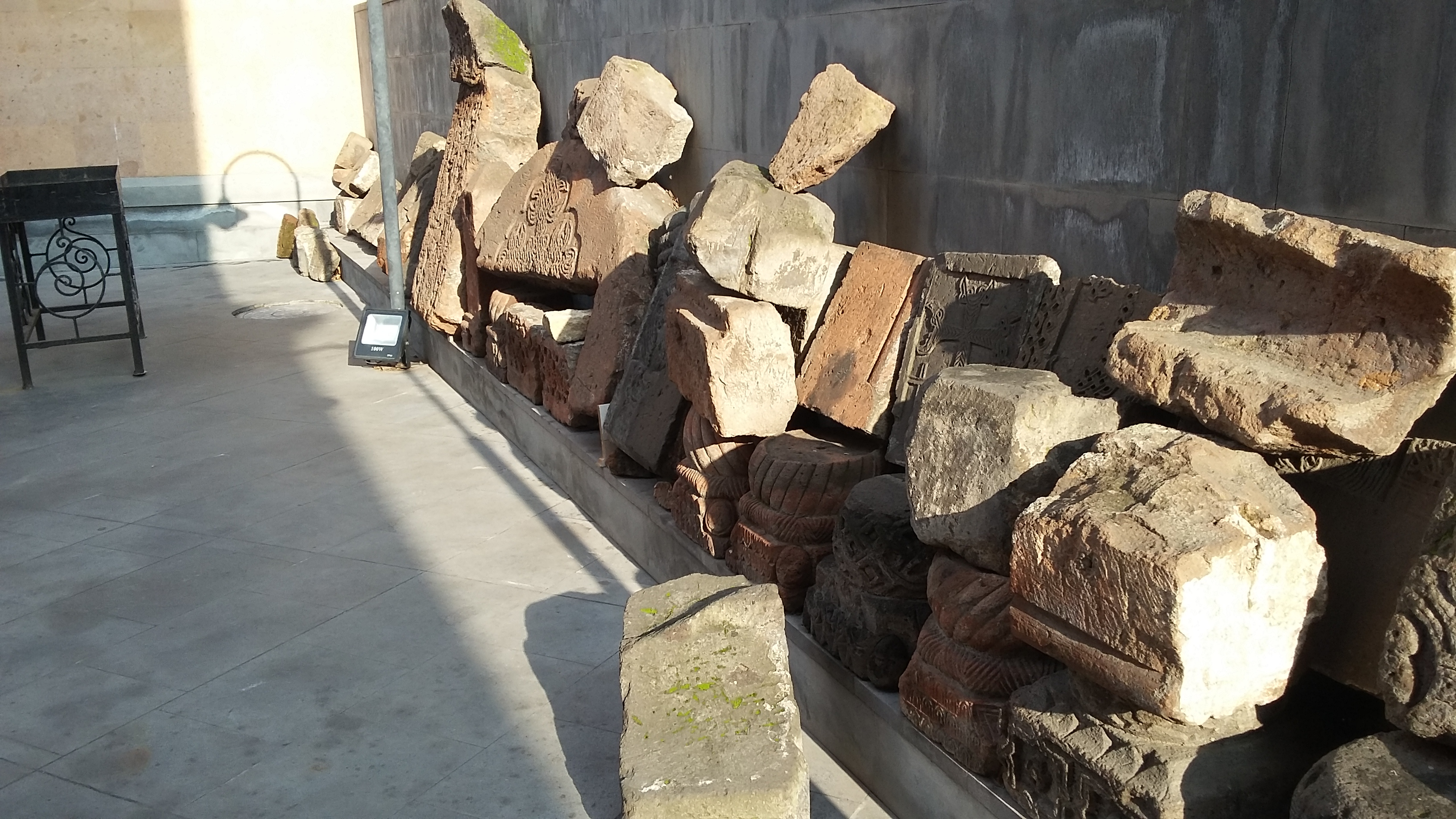